# Canton de la Haute-Vallée de l'Aude
Le canton de la Haute-Vallée de l'Aude, précédemment appelé canton de Quillan, est une circonscription électorale française située dans le département de l'Aude et la région Occitanie.
À la suite du redécoupage cantonal de 2014, les limites territoriales du canton sont remaniées. Le nombre de communes du canton passe de 18 à 86.

## Histoire
Un nouveau découpage territorial de l'Aude entre en vigueur en mars 2015, défini par le décret du 21 février 2014, en application des lois du 17 mai 2013 (loi organique 2013-402 et loi 2013-403). Les conseillers départementaux sont, à compter de ces élections, élus au scrutin majoritaire binominal mixte. Les électeurs de chaque canton élisent au Conseil départemental, nouvelle appellation du Conseil général, deux membres de sexe différent, qui se présentent en binôme de candidats. Les conseillers départementaux sont élus pour six ans au scrutin binominal majoritaire à deux tours, l'accès au second tour nécessitant 12,5 % des inscrits au premier tour. En outre la totalité des conseillers départementaux est renouvelée. Ce nouveau mode de scrutin nécessite un redécoupage des cantons dont le nombre est divisé par deux avec arrondi à l'unité impaire supérieure si ce nombre n'est pas entier impair, assorti de conditions de seuils minimaux. Dans l'Aude, le nombre de cantons passe ainsi de 35 à 19.Le nombre de communes passe de 18 à 84.
Au 1er janvier 2016, le canton de Quillan devient le canton de la Haute-Vallée de l'Aude par décret pris le 27 décembre 2015.

## Géographie
Ce canton est organisé autour de Quillan dans l'arrondissement de Limoux. Son altitude varie de 229 m (Espéraza) à 1 280 m (Quirbajou) pour une altitude moyenne de 449 m.

## Représentation

### Conseillers généraux de 1833 à 2015
| Période | Période           | Identité                             | Étiquette        | Qualité                                                                              |
| ------- | ----------------- | ------------------------------------ | ---------------- | ------------------------------------------------------------------------------------ |
| 1833    | 1845              | Jean Florentin Débosque              |                  | Propriétaire à Espéraza Elu également en 1833 dans le Canton de Couiza               |
| 1845    | 1848              | Germain Poulhariès-Salvayre (1802-?) |                  | Négociant à Quillan                                                                  |
| 1848    | 1855              | Théodard Canavy                      | Parti de l'ordre | Notaire, Maire de Quillan (1848→1860)                                                |
| 1855    | 1867              | Achille Mestre                       |                  | Avocat Général à la Cour de Montpellier puis de Nîmes                                |
| 1867    | 1874              | Timothée Pinet                       |                  | Négociant, Maire de Quillan (1860→1870, 1871→1880)                                   |
| 1874    | 1877 (démission)  | Irénée Bruguière                     | Droite           | Banquier à Quillan                                                                   |
| 1877    | 1880              | Félix Aubertin                       | Droite           | Propriétaire, Ancien Sous-Préfet de Limoux                                           |
| 1880    | 1886              | Adrien Delmas                        | Républicain      | Négociant, Maire de Quillan (1881→1886)                                              |
| 1886    | 1892              | Romain Chiffre                       | Républicain      | Propriétaire, Maire d'Espéraza                                                       |
| 1892    | 1897              | Honoré Munier                        | Républicain      | Industriel à Quillan                                                                 |
| 1897    | 1914 (décès)      | Paulin Nicoleau (1854-1914)          | Rad.             | Négociant en bois Maire de Quillan (1900→1913)                                       |
| 1914    | 1919              | siège vacant                         |                  |                                                                                      |
| 1919    | 1928 (décès)      | Achille-Paul-Jean Sire               | Rad.             | Maçon à Quillan                                                                      |
| 1928    | 1940              | Jean Bourrel (fils de J.B.Bourrel)   | Rad.             | Industriel (fabricant de chapeaux) Maire de Quillan (1925→1936)                      |
|         |                   |                                      |                  |                                                                                      |
| 1942    | 1945              | Raymond Clanet                       |                  | Maire d'Espéraza Nommé conseiller départemental en 1942                              |
|         |                   |                                      |                  |                                                                                      |
| 1945    | 1970              | Georges Casenove                     | SFIO             | Cheminot Maire de Quillan (1953→1965), Député suppléant de Lucien Milhau (1962→1967) |
| 1970    | 1974 (annulation) | Paul Mullot (1921-2008)              | DVD              | Ingénieur Maire de Quillan (1965→1995) Conseiller régional                           |
| 1974    | 2001              | Pierre Bastié                        | PS               | Retraité Sénateur (1981→1986) Maire de Nébias (1958→1983)                            |
| 2001    | 2008              | Maurice Aragou                       | PS               | Enseignant Maire de Quillan (1995→2014)                                              |
| 2008    | 2015              | Anne-Marie Bohic-Cortes              | PS               | Retraitée, Quillan Élue en 2015 dans le canton de la Haute-Vallée de l'Aude          |

### Conseillers d'arrondissement (de 1833 à 1940)
| Période                                  | Période      | Identité                          | Étiquette   | Qualité |
| ---------------------------------------- | ------------ | --------------------------------- | ----------- | --- |
| 1833                                     | 1836         | Louis Roillet (ou Roittet)        |             | Maire de Quillan (1812-1836)                                                                                |
| 1836                                     | 1839         | M. Cayla                          |             | Marchand de bois à Quillan                                                                                  |
| 1839                                     |              | Jean-Baptiste Alibert             |             | Maire d'Espéraza                                                                                            |
|                                          |              |                                   |             | |
| 1889                                     | 1907         | Jean-Baptiste Bourrel (1859-1937) | Républicain | Industriel (fabricant de chapeaux) à Quillan                                                                |
| 1907                                     | 1913         | Pierre-Alfred Izard               | Radical     | Maire de Brenac                                                                                             |
| 1913                                     | 1919         | M. Martignoles                    | Rad.ind.    | |
| 1919                                     | 1928 (décès) | Eugène Fonquerne                  | Radical     | Propriétaire, maire de Quillan                                                                              |
| 1928                                     | 1940         | Léon Audouy                       | Radical     | Propriétaire, négociant en vins, Maire d'Espéraza                                                           |
| 1940                                     |              |                                   |             | Les conseils d'arrondissement ont été suspendus par la loi du 12 octobre 1940 et n'ont jamais été réactivés |
| Les données manquantes sont à compléter. |              |                                   |             | |

### Conseillers départementaux à partir de 2015
| Période élective | Période élective | Mandat | Mandat   | Identité                | Nuance | Nuance | Qualité |
| ---------------- | ---------------- | ------ | -------- | ----------------------- | ------ | ------ | --- |
| 2015             | 2021             | 2015   | 2021     | Anne-Marie Bohic-Cortes |        | PS     | Retraitée, Quillan |
| 2015             | 2021             | 2015   | 2021     | Francis Savy            |        | PS     | Préventeur à la MSA Grand Sud Maire de Mazuby Président de la Communauté de communes des Pyrénées Audoises Ancien conseiller général du canton de Belcaire |
| 2021             | 2028             | 2021   | en cours | Joëlle Chalavoux        |        | EELV   | Technicienne au CNRS retraitée, Saint-Ferriol |
| 2021             | 2028             | 2021   | en cours | Anthony Chanaud         |        | DIV    | Professeur d'histoire-géographie, Maire du Val-du-Faby |

### Résultats détaillés

#### Élections de mars 2015
À l'issue du premier tour des élections départementales de 2015, trois binômes sont en ballottage : Anne-Marie Bohic-Cortes et Francis Savy (PS, 33,75 %), Caroline Duflot et Rémy Dussaud (FN, 24,87 %) et Élodie Bret-Dibat et Pierre Castel (UMP, 23,98 %). Le taux de participation est de 59,06 % (8 950 votants sur 15 155 inscrits) contre 57,46 % au niveau départementalet 50,17 % au niveau national.
Au second tour, Anne-Marie Bohic-Cortes et Francis Savy (PS) sont élus avec 48,06 % des suffrages exprimés et un taux de participation de 61,4 % (4 143 voix pour 9 304 votants et 15 153 inscrits).

#### Élections de juin 2021
Le premier tour des élections départementales de 2021 est marqué par un très faible taux de participation (33,26 % au niveau national). Dans le canton de la Haute-Vallée de l'Aude, ce taux de participation est de 46,51 % (6 695 votants sur 14 394 inscrits) contre 39,73 % au niveau départemental. À l'issue de ce premier tour, deux binômes sont en ballottage : Joëlle Chalavoux et Anthony Chanaud (Union à gauche avec des écologistes, 37,55 %) et Pierre Castel et Cathy Vergé (LR, 23,96 %).
Le second tour des élections est marqué une nouvelle fois par une abstention massive équivalente au premier tour. Les taux de participation sont de 34,3 % au niveau national, 39,98 % dans le département et 47,73 % dans le canton de la Haute-Vallée de l'Aude. Joëlle Chalavoux et Anthony Chanaud (Union à gauche avec des écologistes) sont élus avec 59,3 % des suffrages exprimés (3 708 voix pour 6 869 votants et 14 392 inscrits),,. 

## Composition

### Composition antérieure à 2015

Situation du canton de Quillan dans le département de l'Aude avant 2015.

Le canton de Quillan regroupait dix-huit communes. 
| Nom                    | Code Insee | Codepostal | Superficie (km2) | Population (dernière pop. légale) | Densité (hab./km2) |
| ---------------------- | ---------- | ---------- | ---------------- | --------------------------------- | ------------------ |
| Quillan (chef-lieu)    | 11304      | 11500      | 20,97            | 3 240 (2012)                      | 155                |
| Belvianes-et-Cavirac   | 11035      | 11500      | 11,68            | 289 (2012)                        | 25                 |
| Brenac                 | 11050      | 11500      | 13,66            | 208 (2012)                        | 15                 |
| Campagne-sur-Aude      | 11063      | 11260      | 5,97             | 642 (2012)                        | 108                |
| Coudons                | 11101      | 11500      | 9,50             | 46 (2012)                         | 4,8                |
| Espéraza               | 11129      | 11260      | 10,52            | 2 044 (2012)                      | 194                |
| Fa                     | 11131      | 11260      | 11,48            | 386 (2012)                        | 34                 |
| Ginoles                | 11165      | 11500      | 6,17             | 364 (2012)                        | 59                 |
| Granès                 | 11168      | 11500      | 5,38             | 112 (2012)                        | 21                 |
| Marsa                  | 11219      | 11140      | 19,17            | 23 (2012)                         | 1,2                |
| Nébias                 | 11263      | 11500      | 12,69            | 261 (2012)                        | 21                 |
| Quirbajou              | 11306      | 11500      | 13,95            | 44 (2012)                         | 3,2                |
| Rouvenac               | 11329      | 11260      | 12,23            | 217 (2012)                        | 18                 |
| Saint-Ferriol          | 11341      | 11500      | 9,85             | 130 (2012)                        | 13                 |
| Saint-Julia-de-Bec     | 11347      | 11500      | 13,88            | 98 (2012)                         | 7,1                |
| Saint-Just-et-le-Bézu  | 11350      | 11500      | 13,54            | 58 (2012)                         | 4,3                |
| Saint-Louis-et-Parahou | 11352      | 11500      | 15,61            | 62 (2012)                         | 4                  |
| Saint-Martin-Lys       | 11358      | 11500      | 9,99             | 34 (2012)                         | 3,4                |

### Composition à partir de 2015
Le canton de comprend quatre-vingt-quatre communes entières.
À la suite de la fusion, au 1er janvier 2019, de Roquetaillade et de Conilhac-de-la-Montagne pour former la commune de Roquetaillade-et-Conilhac et de Fa et de Rouvenac pour former la commune de Val-du-Faby, le nombre de communes descend à 82.
| Nom                                 | Code Insee | Intercommunalité         | Superficie (km2) | Population (dernière pop. légale) | Densité (hab./km2) | Modifier                                    |
| ----------------------------------- | ---------- | ------------------------ | ---------------- | --------------------------------- | ------------------ | ------------------------------------------- |
| Quillan (bureau centralisateur)     | 11304      | CC des Pyrénées Audoises | 34,63            | 2 992 (2022)                      | 86                 | modifier les données · modifier les données |
| Antugnac                            | 11010      | CC du Limouxin           | 9,49             | 292 (2022)                        | 31                 | modifier les données · modifier les données |
| Arques                              | 11015      | CC du Limouxin           | 18,53            | 253 (2022)                        | 14                 | modifier les données · modifier les données |
| Artigues                            | 11017      | CC des Pyrénées Audoises | 6,29             | 73 (2022)                         | 12                 | modifier les données · modifier les données |
| Aunat                               | 11019      | CC des Pyrénées Audoises | 10,62            | 61 (2022)                         | 5,7                | modifier les données · modifier les données |
| Axat                                | 11021      | CC des Pyrénées Audoises | 11,77            | 482 (2022)                        | 41                 | modifier les données · modifier les données |
| Belcaire                            | 11028      | CC des Pyrénées Audoises | 30,68            | 369 (2022)                        | 12                 | modifier les données · modifier les données |
| Belfort-sur-Rebenty                 | 11031      | CC des Pyrénées Audoises | 5,24             | 24 (2022)                         | 4,6                | modifier les données · modifier les données |
| Belvianes-et-Cavirac                | 11035      | CC des Pyrénées Audoises | 11,68            | 259 (2022)                        | 22                 | modifier les données · modifier les données |
| Belvis                              | 11036      | CC des Pyrénées Audoises | 23,61            | 162 (2022)                        | 6,9                | modifier les données · modifier les données |
| Bessède-de-Sault                    | 11038      | CC des Pyrénées Audoises | 15,04            | 57 (2022)                         | 3,8                | modifier les données · modifier les données |
| Le Bousquet                         | 11047      | CC des Pyrénées Audoises | 25,99            | 44 (2022)                         | 1,7                | modifier les données · modifier les données |
| Bugarach                            | 11055      | CC du Limouxin           | 26,62            | 242 (2022)                        | 9,1                | modifier les données · modifier les données |
| Cailla                              | 11060      | CC des Pyrénées Audoises | 7,64             | 52 (2022)                         | 6,8                | modifier les données · modifier les données |
| Campagna-de-Sault                   | 11062      | CC des Pyrénées Audoises | 10,40            | 19 (2022)                         | 1,8                | modifier les données · modifier les données |
| Campagne-sur-Aude                   | 11063      | CC des Pyrénées Audoises | 5,97             | 616 (2022)                        | 103                | modifier les données · modifier les données |
| Camps-sur-l'Agly                    | 11065      | CC du Limouxin           | 26,35            | 61 (2022)                         | 2,3                | modifier les données · modifier les données |
| Camurac                             | 11066      | CC des Pyrénées Audoises | 11,61            | 108 (2022)                        | 9,3                | modifier les données · modifier les données |
| Cassaignes                          | 11073      | CC du Limouxin           | 3,74             | 59 (2022)                         | 16                 | modifier les données · modifier les données |
| Chalabre                            | 11091      | CC des Pyrénées Audoises | 15,49            | 1 115 (2022)                      | 72                 | modifier les données · modifier les données |
| Le Clat                             | 11093      | CC des Pyrénées Audoises | 10,25            | 28 (2022)                         | 2,7                | modifier les données · modifier les données |
| Comus                               | 11096      | CC des Pyrénées Audoises | 14,07            | 33 (2022)                         | 2,3                | modifier les données · modifier les données |
| Corbières                           | 11100      | CC des Pyrénées Audoises | 8,53             | 36 (2022)                         | 4,2                | modifier les données · modifier les données |
| Coudons                             | 11101      | CC des Pyrénées Audoises | 9,50             | 53 (2022)                         | 5,6                | modifier les données · modifier les données |
| Couiza                              | 11103      | CC du Limouxin           | 6,77             | 1 130 (2022)                      | 167                | modifier les données · modifier les données |
| Counozouls                          | 11104      | CC des Pyrénées Audoises | 27,80            | 56 (2022)                         | 2,0                | modifier les données · modifier les données |
| Courtauly                           | 11107      | CC des Pyrénées Audoises | 7,72             | 76 (2022)                         | 9,8                | modifier les données · modifier les données |
| Coustaussa                          | 11109      | CC du Limouxin           | 4,47             | 50 (2022)                         | 11                 | modifier les données · modifier les données |
| Cubières-sur-Cinoble                | 11112      | CC du Limouxin           | 14,48            | 81 (2022)                         | 5,6                | modifier les données · modifier les données |
| Escouloubre                         | 11127      | CC des Pyrénées Audoises | 31,14            | 69 (2022)                         | 2,2                | modifier les données · modifier les données |
| Espéraza                            | 11129      | CC des Pyrénées Audoises | 10,52            | 1 695 (2022)                      | 161                | modifier les données · modifier les données |
| Espezel                             | 11130      | CC des Pyrénées Audoises | 14,31            | 233 (2022)                        | 16                 | modifier les données · modifier les données |
| La Fajolle                          | 11135      | CC des Pyrénées Audoises | 15,79            | 13 (2022)                         | 0,82               | modifier les données · modifier les données |
| Fontanès-de-Sault                   | 11147      | CC des Pyrénées Audoises | 5,29             | 5 (2022)                          | 0,95               | modifier les données · modifier les données |
| Fourtou                             | 11155      | CC du Limouxin           | 20,46            | 78 (2022)                         | 3,8                | modifier les données · modifier les données |
| Galinagues                          | 11160      | CC des Pyrénées Audoises | 4,14             | 31 (2022)                         | 7,5                | modifier les données · modifier les données |
| Gincla                              | 11163      | CC des Pyrénées Audoises | 7,65             | 47 (2022)                         | 6,1                | modifier les données · modifier les données |
| Ginoles                             | 11165      | CC des Pyrénées Audoises | 6,17             | 298 (2022)                        | 48                 | modifier les données · modifier les données |
| Granès                              | 11168      | CC des Pyrénées Audoises | 5,38             | 116 (2022)                        | 22                 | modifier les données · modifier les données |
| Joucou                              | 11177      | CC des Pyrénées Audoises | 6,44             | 30 (2022)                         | 4,7                | modifier les données · modifier les données |
| Luc-sur-Aude                        | 11209      | CC du Limouxin           | 7,67             | 253 (2022)                        | 33                 | modifier les données · modifier les données |
| Marsa                               | 11219      | CC des Pyrénées Audoises | 19,17            | 22 (2022)                         | 1,1                | modifier les données · modifier les données |
| Mazuby                              | 11229      | CC des Pyrénées Audoises | 8,96             | 23 (2022)                         | 2,6                | modifier les données · modifier les données |
| Mérial                              | 11230      | CC des Pyrénées Audoises | 17,19            | 30 (2022)                         | 1,7                | modifier les données · modifier les données |
| Missègre                            | 11235      | CC du Limouxin           | 7,28             | 64 (2022)                         | 8,8                | modifier les données · modifier les données |
| Montazels                           | 11240      | CC du Limouxin           | 4,39             | 537 (2022)                        | 122                | modifier les données · modifier les données |
| Montfort-sur-Boulzane               | 11244      | CC des Pyrénées Audoises | 33,32            | 88 (2022)                         | 2,6                | modifier les données · modifier les données |
| Montjardin                          | 11249      | CC des Pyrénées Audoises | 14,11            | 80 (2022)                         | 5,7                | modifier les données · modifier les données |
| Nébias                              | 11263      | CC des Pyrénées Audoises | 12,69            | 257 (2022)                        | 20                 | modifier les données · modifier les données |
| Niort-de-Sault                      | 11265      | CC des Pyrénées Audoises | 22,11            | 36 (2022)                         | 1,6                | modifier les données · modifier les données |
| Peyrefitte-du-Razès                 | 11282      | CC des Pyrénées Audoises | 6,72             | 54 (2022)                         | 8,0                | modifier les données · modifier les données |
| Peyrolles                           | 11287      | CC du Limouxin           | 14,49            | 89 (2022)                         | 6,1                | modifier les données · modifier les données |
| Puilaurens                          | 11302      | CC des Pyrénées Audoises | 33,38            | 272 (2022)                        | 8,1                | modifier les données · modifier les données |
| Puivert                             | 11303      | CC des Pyrénées Audoises | 41,29            | 461 (2022)                        | 11                 | modifier les données · modifier les données |
| Quirbajou                           | 11306      | CC des Pyrénées Audoises | 13,95            | 50 (2022)                         | 3,6                | modifier les données · modifier les données |
| Rennes-le-Château                   | 11309      | CC du Limouxin           | 14,68            | 87 (2022)                         | 5,9                | modifier les données · modifier les données |
| Rennes-les-Bains                    | 11310      | CC du Limouxin           | 18,77            | 224 (2022)                        | 12                 | modifier les données · modifier les données |
| Rivel                               | 11316      | CC des Pyrénées Audoises | 24,30            | 218 (2022)                        | 9,0                | modifier les données · modifier les données |
| Rodome                              | 11317      | CC des Pyrénées Audoises | 11,77            | 99 (2022)                         | 8,4                | modifier les données · modifier les données |
| Roquefeuil                          | 11320      | CC des Pyrénées Audoises | 22,38            | 285 (2022)                        | 13                 | modifier les données · modifier les données |
| Roquefort-de-Sault                  | 11321      | CC des Pyrénées Audoises | 21,84            | 82 (2022)                         | 3,8                | modifier les données · modifier les données |
| Roquetaillade-et-Conilhac           | 11323      | CC du Limouxin           | 15,80            | 269 (2022)                        | 17                 | modifier les données · modifier les données |
| Saint-Benoît                        | 11333      | CC des Pyrénées Audoises | 21,31            | 108 (2022)                        | 5,1                | modifier les données · modifier les données |
| Saint-Ferriol                       | 11341      | CC des Pyrénées Audoises | 9,85             | 114 (2022)                        | 12                 | modifier les données · modifier les données |
| Saint-Jean-de-Paracol               | 11346      | CC des Pyrénées Audoises | 7,08             | 137 (2022)                        | 19                 | modifier les données · modifier les données |
| Saint-Julia-de-Bec                  | 11347      | CC des Pyrénées Audoises | 13,88            | 99 (2022)                         | 7,1                | modifier les données · modifier les données |
| Saint-Just-et-le-Bézu               | 11350      | CC des Pyrénées Audoises | 13,54            | 50 (2022)                         | 3,7                | modifier les données · modifier les données |
| Saint-Louis-et-Parahou              | 11352      | CC des Pyrénées Audoises | 15,61            | 53 (2022)                         | 3,4                | modifier les données · modifier les données |
| Saint-Martin-Lys                    | 11358      | CC des Pyrénées Audoises | 9,99             | 24 (2022)                         | 2,4                | modifier les données · modifier les données |
| Sainte-Colombe-sur-Guette           | 11335      | CC des Pyrénées Audoises | 21,04            | 40 (2022)                         | 1,9                | modifier les données · modifier les données |
| Sainte-Colombe-sur-l'Hers           | 11336      | CC des Pyrénées Audoises | 10,61            | 444 (2022)                        | 42                 | modifier les données · modifier les données |
| Salvezines                          | 11373      | CC des Pyrénées Audoises | 20,09            | 70 (2022)                         | 3,5                | modifier les données · modifier les données |
| La Serpent                          | 11376      | CC du Limouxin           | 9,59             | 95 (2022)                         | 9,9                | modifier les données · modifier les données |
| Serres                              | 11377      | CC du Limouxin           | 4,06             | 88 (2022)                         | 22                 | modifier les données · modifier les données |
| Sonnac-sur-l'Hers                   | 11380      | CC des Pyrénées Audoises | 13,74            | 137 (2022)                        | 10,0               | modifier les données · modifier les données |
| Sougraigne                          | 11381      | CC du Limouxin           | 18,43            | 127 (2022)                        | 6,9                | modifier les données · modifier les données |
| Terroles                            | 11389      | CC du Limouxin           | 6,63             | 14 (2022)                         | 2,1                | modifier les données · modifier les données |
| Tréziers                            | 11400      | CC des Pyrénées Audoises | 6,41             | 100 (2022)                        | 16                 | modifier les données · modifier les données |
| Val de Lambronne                    | 11080      | CC des Pyrénées Audoises | 12,00            | 171 (2022)                        | 14                 | modifier les données · modifier les données |
| Val-du-Faby                         | 11131      | CC des Pyrénées Audoises | 23,71            | 580 (2022)                        | 24                 | modifier les données · modifier les données |
| Valmigère                           | 11402      | CC du Limouxin           | 5,94             | 27 (2022)                         | 4,5                | modifier les données · modifier les données |
| Villefort                           | 11424      | CC des Pyrénées Audoises | 12,67            | 86 (2022)                         | 6,8                | modifier les données · modifier les données |
| Canton de la Haute-Vallée de l'Aude | 1114       |                          | 1 184,71         | 17 642 (2022)                     | 15                 | modifier les données                        |

## Démographie

### Démographie avant 2015
| 1962   | 1968   | 1975   | 1982  | 1990  | 1999  | 2006  | 2011  | 2012  |
| ------ | ------ | ------ | ----- | ----- | ----- | ----- | ----- | ----- |
| 10 282 | 10 341 | 10 215 | 9 829 | 8 927 | 8 482 | 8 540 | 8 329 | 8 258 |

### Démographie depuis 2015
En 2022, le canton comptait 17 642 habitants, en évolution de −2,64 % par rapport à 2016 (Aude : +2,65 %, France hors Mayotte : +2,11 %).
| 2013   | 2018   | 2022   |
| ------ | ------ | ------ |
| 18 736 | 17 889 | 17 642 |